# Rhipidoglossum kamerunense
Rhipidoglossum kamerunense é uma espécie de orquídea, família Orchidaceae, que existe da Nigéria até Zâmbia e Uganda. Trata-se de planta epífita, monopodial com caule que mede menos de doze centímetros de comprimento; cujas pequenas flores tem um igualmente pequeno nectário sob o labelo.

## Publicação e sinônimos
- Rhipidoglossum kamerunense (Schltr.) Garay, Bot. Mus. Leafl. 23: 195 (1972).

Sinônimos homotípicos:
- Angraecum kamerunense Schltr., Bot. Jahrb. Syst. 38: 161 (1906).
- Diaphananthe kamerunensis (Schltr.) Schltr., Beih. Bot. Centralbl. 36(2): 96 (1918).

- Angraecopsis kamerunensis (Schltr.) R.Rice, Prelim. Checklist & Survey Subtrib. Aerangidinae (Orchidac.): 21 (2005).